# Зикурат
Зикуратът е вид древен шумерски храм, строен около 3000 г. пр.н.е. Зикуратите са най-големите и внушителни постройки в Двуречието. Разположени в центъра на градовете, обикновено те са най-високите сгради.
Има форма на масивна стъпаловидна пирамида, чиито стъпала представляват отделни етажи или тераси, а на върха се намирал домът на почитаното божество.
Около него се поставят пилони, а на върха се изгражда храм. Известни са 32 зикурата в Месопотамия и региона. От тях 28 са в Ирак, а 4 – в Иран.
Предполага се, че предназначението на този храм е свързано с религията на шумерите. В храма също са намерени едни от най-ранните сведения за писменост (клинописно писмо).

## Известни зикурати
- Вавилонска кула
- Сардински зикурат
- Канчо Роано в Тартес или библейски Таршиш;
- Пирамиди Гуимар на гуанчите в Тенерифе.